# Gmina Whitewater (Iowa)

Położenie Gminy Whitewater w hrabstwie Dubuque

Gmina Whitewater (ang. Whitewater Township) – gmina w USA, w stanie Iowa, w hrabstwie Dubuque. Według danych z 2000 roku gmina miała 1364 mieszkańców, a jej powierzchnia wynosi 91,9 km².